# William R. Webb

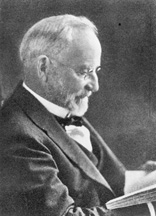
William R. Webb, ca 1913

William Robert "Sawney" Webb, född 11 november 1842 i Person County, North Carolina, död 19 december 1926 i Bell Buckle, Tennessee, var en amerikansk demokratisk politiker och pedagog. Han representerade delstaten Tennessee i USA:s senat från 24 januari till 3 mars 1913.
Webb inledde 1860 sina studier vid University of North Carolina at Chapel Hill. Han avbröt studierna för att delta i amerikanska inbördeskriget i Amerikas konfedererade staters armé. Efter kriget återvände han till universitetet och avlade 1868 sin grundexamen. Han arbetade fram till 1870 som lärare i Oxford, North Carolina. Han flyttade sedan till Maury County, Tennessee och grundade en privatskola i byn Culleoka. Byn fick senare stadsrättigheter och det bestämdes att försäljningen av alkoholdrycker tillåts i den nya staden. Webb förespråkade alkoholförbud och flyttade 1886 som reaktion mot detta beslut sin skola till Bell Buckle. Internatskolan The Webb School finns fortfarande kvar i Bell Buckle.
Senator Robert Love Taylor avled 1912 i ämbetet. Guvernör Ben W. Hooper utnämnde republikanen Newell Sanders till senaten. Delstatens lagstiftande församling valde sedan demokraten Webb till senaten för de sista veckorna av Taylors mandatperiod. Han kandiderade inte till omval och efterträddes av John K. Shields.
Webbs grav finns på Hazelwood Cemetery i Bell Buckle.